# فهرست آثار ملی شهرستان طبس
شهرستان طبس یکی از شهرستان‌های استان خراسان جنوبی و پهناورترین شهرستان کشور (با ۵۵،۴۱۲ کیلومتر مربع مساحت) در مرکز ایران است.

## آثار ثبت‌شده
| ردیف | نام اثر                    | نگاره          | دیرینگی                  | موقعیت                                                      | شمارهٔ ثبت | تاریخ ثبت  | منبع  |
| ---- | -------------------------- | -------------- | ------------------------ | ----------------------------------------------------------- | --------- | ---------- | ----- |
| ۱    | مناره کبیر                 | بارگذاری تصویر | سلجوقیان                 | طبس                                                         | ۲۴۵       | ۱۳۱۴/۰۹/۱۵ | [ ۲ ] |
| ۲    | مناره مدرسه دومنار         |                | سلجوقیان                 |                                                             | ۲۵۸       | ۱۳۱۵/۰۳/۳۰ |       |
| ۳    | امامزاده حسین بن موسی کاظم |                | معاصر                    | بخش مرکزی، شهر طبس                                          | ۳۳۷       | ۱۳۱۸/۱۱/۲۰ |       |
| ۴    | محدوده شهر طبس             |                | سلجوقیان تا معاصر        | شهرستان طبس، بین‌خ واعظ طبسی وشهیدمحمدمنتظری                 | ۱۲۷۷      | ۱۳۵۵/۰۴/۲۸ |       |
| ۵    | باغ گلشن (طبس)             |                | زندیه ـ قاجاریه          |                                                             | ۱۳۱۰      | ۱۳۵۵/۱۰/۲۰ |       |
| ۶    | مزار شیخ ابونصرایراوه‌ای    |                | قرن ۷ (۶۰۱ ق)            | روستای پیر حاجات، شمال طبس                                  | ۱۷۲۵      | ۱۳۶۶/۰۴/۱۴ |       |
| ۷    | ارگ طبس                    |                | از قرن ۸ ق تا اواخرقاجار | بخش مرکزی درسه قسمت غ، ج، ش به، خ جدیدالاحداث               | ۲۳۰۵      | ۱۳۷۸/۰۱/۰۹ |       |
| ۸    | رباط جو خواه               |                | قاجاریه                  | روستای جوخواه، از توابع بخش مرکزی                           | ۲۵۰۵      | ۱۳۷۸/۰۹/۰۱ |       |
| ۹    | مجموعه رباط خان            |                | صفویه ـ قاجاریه          | جنوب غربی شهرستان، جوار روستای رباط خان                     | ۲۷۵۲      | ۱۳۷۹/۰۴/۲۲ |       |
| ۱۰   | سد کریت                    |                | اسلامی                   | شهرستان طبس، ۲۸ کیلومتری روستای کریت                        | ۳۵۲۳      | ۱۳۷۹/۱۲/۲۵ |       |
| ۱۱   | آب‌انبار حوض سفید           |                | صفویه                    | شهرطبس، اراضی کشاورزی اطراف شهر                             | ۱۴۵۳۵     | ۱۳۸۴/۱۲/۱۶ |       |
| ۱۲   | آب‌انبار کوچه نارنجی        |                | قاجاریه                  | شهرطبس، میدان قدس، آب انبار کوچه نارنجی                     | ۱۴۵۳۶     | ۱۳۸۴/۱۲/۱۶ |       |
| ۱۳   | آب‌انبار نجد                |                | اوایل پهلوی              | شهر طبس، بالاتراز میدان امام، مابین میدان طبری و یارین محله | ۱۴۸۴۴     | ۱۳۸۴/۱۲/۱۶ |       |
| ۱۴   | آب‌انبار محله چهارسوق       |                | صفوی                     | شهرطبس، محله چهارسوق                                        | ۱۴۸۴۵     | ۱۳۸۴/۱۲/۱۶ |       |
| ۱۵   | آب‌انبار شماره یک کریت      |                | قاجار                    | شهرستان طبس، بخش مرکزی، روستای متروکه کریت                  | ۱۴۸۵۳     | ۱۳۸۴/۱۲/۱۶ |       |
| ۱۶   | آب‌انبار قلعه باغ           |                | قاجاریه ـ پهلوی          | شهر طبس، محله قلعه باغ                                      | ۱۵۱۲۴     | ۱۳۸۴/۱۲/۲۴ |       |
| ۱۷   | آب‌انبار شماره دو کریت      |                | قاجاریه                  | شهرستان طبس، بخش مرکزی، روستای کریت                         | ۱۵۱۲۶     | ۱۳۸۴/۱۲/۲۴ |       |
| ۱۸   | آب‌انبار پایین محله         |                | قاجاریه                  | شهر طبس، فلکه شهرداری                                       | ۱۵۸۶۰     | ۱۳۸۵/۰۵/۰۸ |       |
| ۱۹   | رباط دهنه شیر گشت          |                | قاجاریه                  | شهر طبس، دهنه شیرگشت                                        | ۱۹۹۹۰     | ۱۳۸۶/۰۸/۲۲ |       |
| ۲۰   | کاروانسرای کلمرز قدیم      |                | قاجاریه                  | شهرستان طبس، بخش مرکزی، دهستان منتظریه، کاروانسرای کلمرز    | ۲۱۶۸۳     | ۱۳۸۶/۱۲/۰۷ |       |
| ۲۱   | کاروانسرای کلمرز جدید      |                | قاجاریه                  | شهرستان طبس، بخش مرکزی، دهستان منتظریه                      | ۲۱۶۹۶     | ۱۳۸۶/۱۲/۰۷ |       |
| ۲۲   | قلعه خرو                   |                | صفویه                    | شهرستان طبس، بخش مرکزی، دهستان گلشن، روستای خرو             | ۲۱۶۹۸     | ۱۳۸۶/۱۲/۰۷ |       |
| ۲۳   | مسجد جوخواه                |                | ایلخانی                  | شهرستان طبس، بخش مرکزی، دهستان منتظریه، روستای جوخواه       | ۲۱۷۱۱     | ۱۳۸۶/۱۲/۰۷ |       |
| ۲۴   | آرامگاه جوخواه             |                | سلجوقی                   | شهرستان طبس، بخش مرکزی، دهستان منتظریه، روستای جوخواه       | ۲۲۱۳۲     | ۱۳۸۶/۱۲/۲۶ |       |
| ۲۵   | آب‌انبار پهن کوچه           |                | قاجاریه                  | شهرستان طبس، بخش مرکز ی، شهر طبس                            | ۲۴۷۵۹     | ۱۳۸۷/۱۱/۲۷ |       |